# Oncocnemis barbara
Oncocnemis barbara là một loài bướm đêm trong họ Noctuidae.